# شیخ حضور
 شیخ حضور  روستایی از روستاهای منطقه گوده از توابع بخش مرکزی شهرستان بستک در غرب استان هرمزگان در جنوب ایران واقع شده‌است.
این روستا در ۷۰ کیلومتری شمال غربی شهر بستک واقع است.

## محدوده شیخ حضور
از شمال پیسه، از جنوب جاده لار بستک، از مغرب دهستان فتویه، و از سمت مشرق به روستای مردنو محدود می‌گردد.

## جمعیت
جمعیت این روستا بر اساس سرشماری سال ۱۳۸۵ جمعیت آن ۶۰۰ نفر (۱۲۰ خانوار)
بوده‌است. که از اهل سنت و از شاخه شافعی هستند یعنی از پیروان امام محمد ادریس شافعی می‌باشند و به زبان اچمی می‌کنند.

## امکانات
دارای مسجد، دبستان و ۴ باب آب‌انبار برکه است. 
راه آسفالت لار و بستک از میانه روستا عبور می‌کند.

## کشاورزی
درای قناتی است که حدود ۲۰۰ من (۸۰۰ کیلوگرم) گندم کشت می‌شود. حدود ۳۰۰۰ اصله نخل آبی و ۱۰۰۰ اصله نخل دیم است و نیز ۲۰۰۰ من زمین دیم زیر کشت است. قنات (پاراو) شیخ حضور متعلق به محمد امین مؤسس است و به صورت نسل در نسل به اثر رسیده.
در بین دو روستای شیخ حضور و فتویه چهار آب‌انبار وجود دارد که به نام «چهار برکه» معروف است.

## وجه تسمیت
وجه تسمیت این روستا به سبب وجود آرامگاه یکی از بزرگان منطقه که به نام :
- آرامگاه شیخ عبدالقاسم حضور معروف است ویکی از علماء این دیار بوده‌است و در شیخ حضور واقع است، به همین جهت این روستا شیخ حضور نامیده شده‌است.[۱]

## فهرست منابع و مآخذ
- محمدیان، کوخردی، محمد.  «شهرستان بستک و بخش کوخرد»  ج۱. چاپ اول، دبی: سال انتشار ۲۰۰۵ میلادی.
- عباسی، قلی، مصطفی،  «بستک وجهانگیریه»، چاپ اول، تهران : ناشر: شرکت انتشارات جهان معاصر، سال ۱۳۷۲ خورشیدی.
- سلامی، بستکی، احمد.  (بستک در گذرگاه تاریخ)  ج۲ چاپ اول، ۱۳۷۲ خورشیدی.
- بالود، محمد.  (فرهنگ عامه در منطقه بستک)  ناشر همسایه، چاپ زیتون، انتشار سال ۱۳۸۴ خورشیدی.
- بنی عباسیان، بستکی، محمد اعظم،  «تاریخ جهانگیریه»  چاپ تهران، سال ۱۳۳۹ خورشیدی.
- الکوخردی، محمد، بن یوسف، (کُوخِرد حَاضِرَة اِسلامِیةَ عَلی ضِفافِ نَهر مِهران Kookherd, an Islamic District on the bank of Mehran River) الطبعة الثالثة، دبی: سنة ۱۹۹۷ للمیلاد.
- بختیاری، سعید، ،  «اتواطلس ایران»  ، “ مؤسسه جغرافیایی وکارتگرافی گیتاشناسی، بهار ۱۳۸۴ خورشیدی.
- نگاره‌ها از: محمد محمدیان.
- محمد، صدیق    «تارخ فارس»   صفحه‌های (۵۰  ـ  ۵۱  ـ ۵۲  ـ ۵۳)، چاپ سال ۱۹۹۳ میلادی.
- محمدیان، کوخری، محمد ، “ (به یاد کوخرد) “، ج۱. ج۲. چاپ اول، دبی: سال انتشار ۲۰۰۳ میلادی.
- اطلس گیتاشناسی استان‌های ایران [Atlas Gitashenasi Ostanhai Iran] (Gitashenasi Province Atlas of Iran)